# Cù lao Long Hựu

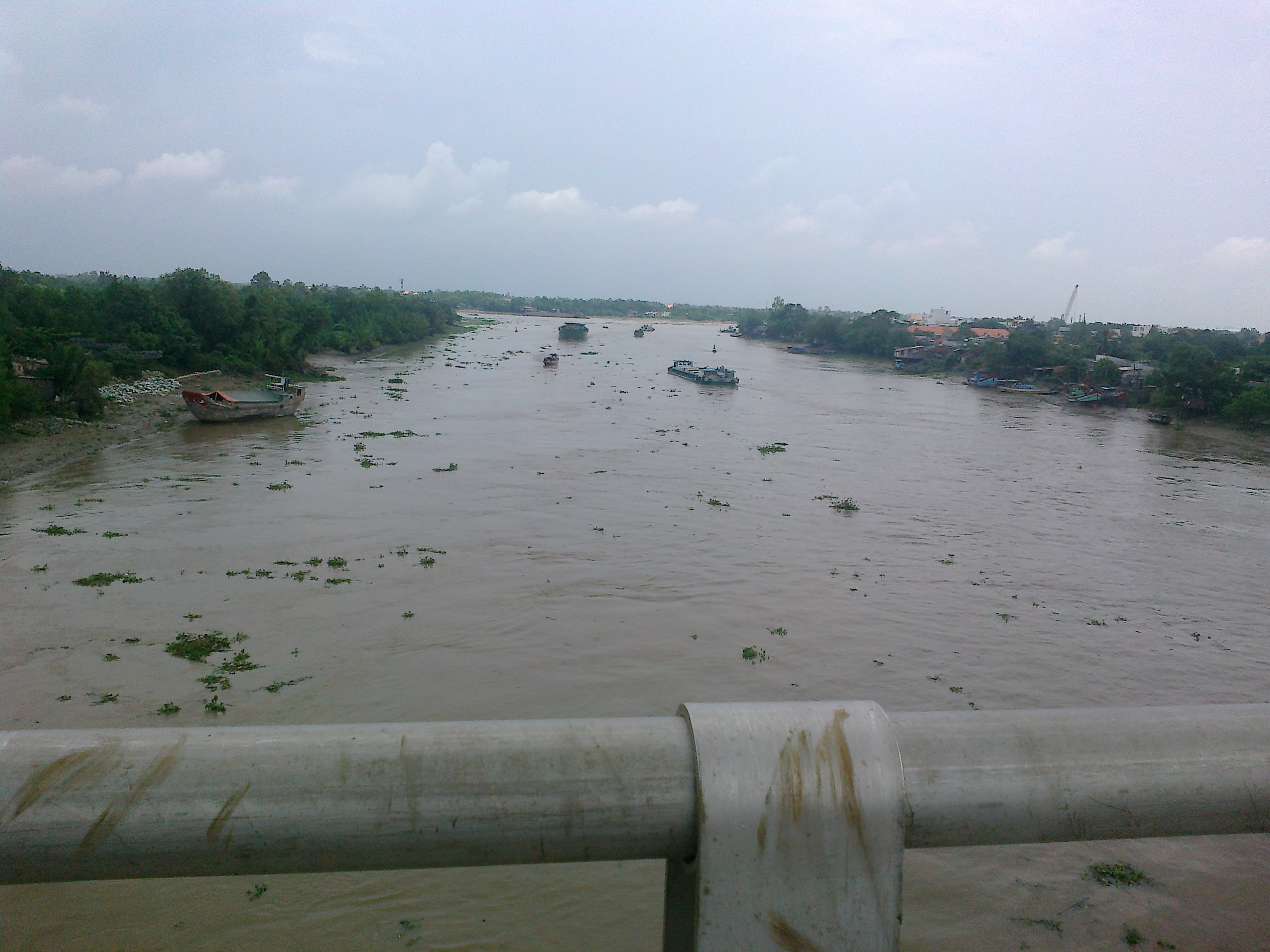
Kinh Nước Mặn, ngăn cách cù lao với trung tâm huyện Cần Đước

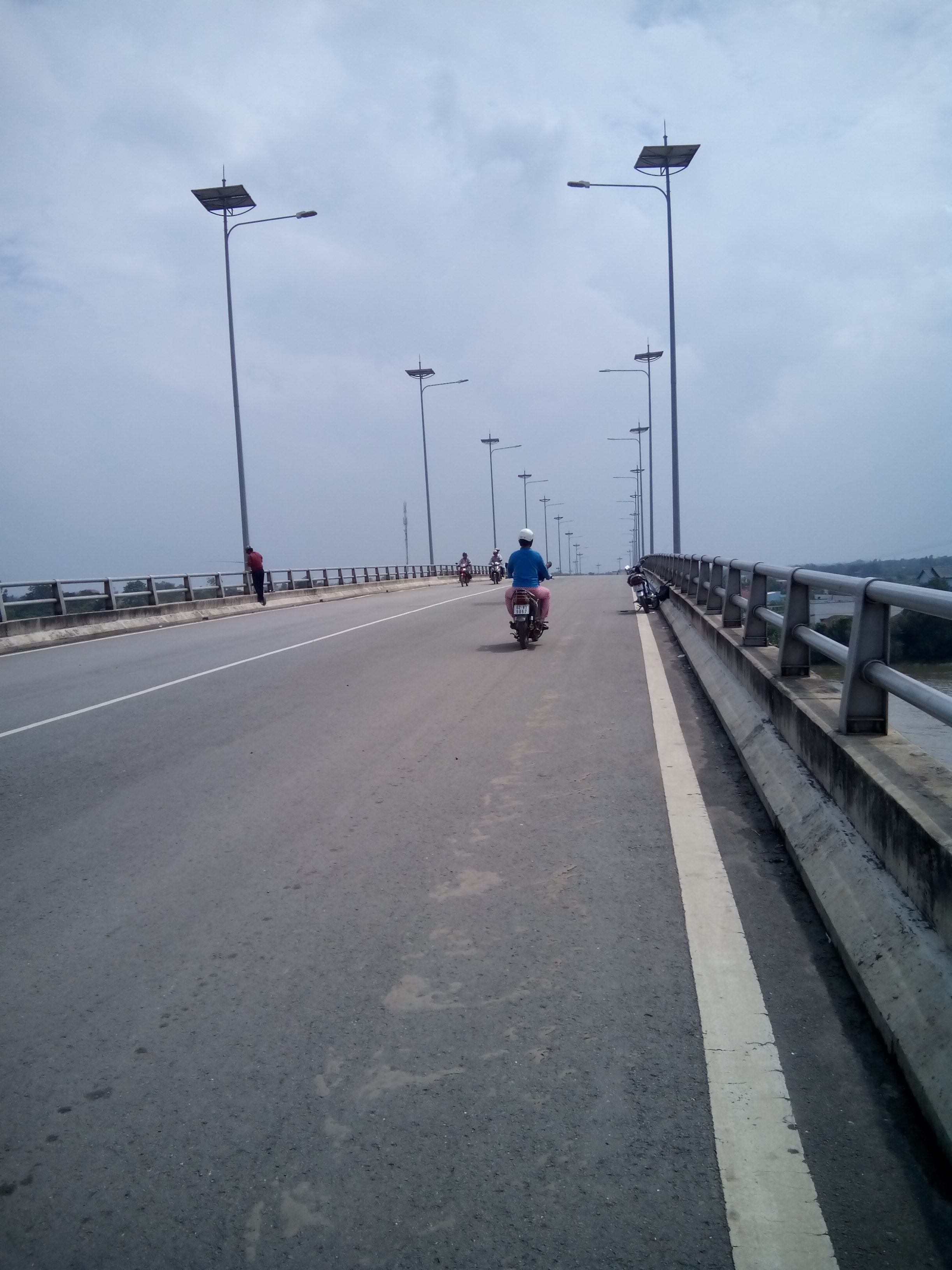
Cầu Kinh Nước Mặn nối cù lao Long Hựu với trung tâm huyện

Cù lao Long Hựu là cù lao thuộc địa phận huyện Cần Đước , tỉnh Long An ngăn cách với huyện Cần Đước qua con kinh nước mặn, được thực dân Pháp cho đào vào thời chiến. Cù lao bao gồm hai xã Long Hựu Đông và xã Long Hựu Tây đồng thời là nơi tọa lạc của Đồn Rạch Cát và di tích lịch sử Nhà trăm cột.